# Molorchus
Molorchus is een kevergeslacht uit de familie van de boktorren (Cerambycidae). De wetenschappelijke naam van het geslacht werd voor het eerst geldig gepubliceerd in 1793 door Fabricius.

## Soorten
Molorchus omvat de volgende soorten:
- Molorchus alashanicus Semenov & Plavilstshikov, 1936
- Molorchus heptapotamica Plavilstshikov, 1940
- Molorchus smetanai Danilevsky, 2011
- Molorchus abieticola Holzschuh, 2007
- Molorchus bimaculatus Say, 1824
- Molorchus carus Holzschuh, 1999
- Molorchus changi Gressitt, 1951
- Molorchus eburneus Linsley, 1931
- Molorchus foveolus Holzschuh, 1998
- Molorchus grosseri Voríšek, 2011
- Molorchus ikedai Takakuwa, 1984
- Molorchus juglandis Sama, 1982
- Molorchus liui Gressitt, 1948
- Molorchus longicollis LeConte, 1873
- Molorchus marginalis Say, 1824
- Molorchus minor (Linnaeus, 1758)
- Molorchus monticola Plavilstshikov, 1931
- Molorchus pallidipennis Heyden, 1887
- Molorchus pinivora Takakuwa & Ikeda, 1980
- Molorchus relictus Niisato, 1996
- Molorchus taprobanicus Gahan, 1906
- Molorchus tjanschanicus Plavilstshikov, 1959